# Кроншлот
Форт «Кроншлот» (от нем. Kronschlot — «Коронный замо́к») — памятник истории и архитектуры XVIII века. Расположен к югу от Кронштадта. Создан для защиты города от шведов во время Северной войны в 1704 году, несколько раз перестроен. Находится под охраной государства. Дата освящения форта 7 (18) мая 1704 года считается датой основания города, хотя строительство на Котлине началось только в 1706 году (форт «Шанц»), а жилые дома начали строить только с 1710 года. Использовался в том числе как гауптвахта для моряков местного гарнизона и как место ссылки, политическая тюрьма.

## История

### Первая крепость. Оборона Петербурга
После закладки (16) 27 мая 1703 года крепости Санкт-Питербурх выход в Финский залив для русского флота всё равно оставался закрыт, поскольку его блокировала эскадра фон Нумерса. Но (1) 12 октября шведский адмирал отвёл свои корабли на зимнюю стоянку в Выборг, и уже несколько дней спустя, (10) 21 октября, Пётр I на яхте осмотрел устье Финского залива и остров Котлин для промеров глубин, которые показали, что большие корабли могут подойти к Неве только по узкому проходу около самого острова. Именно тогда для контроля судоходного южного фарватера на отмели Пётр приказал соорудить небольшой форт. Макет крепости, изготовленный самим Петром, был прислан из Воронежа в конце 1703 года.

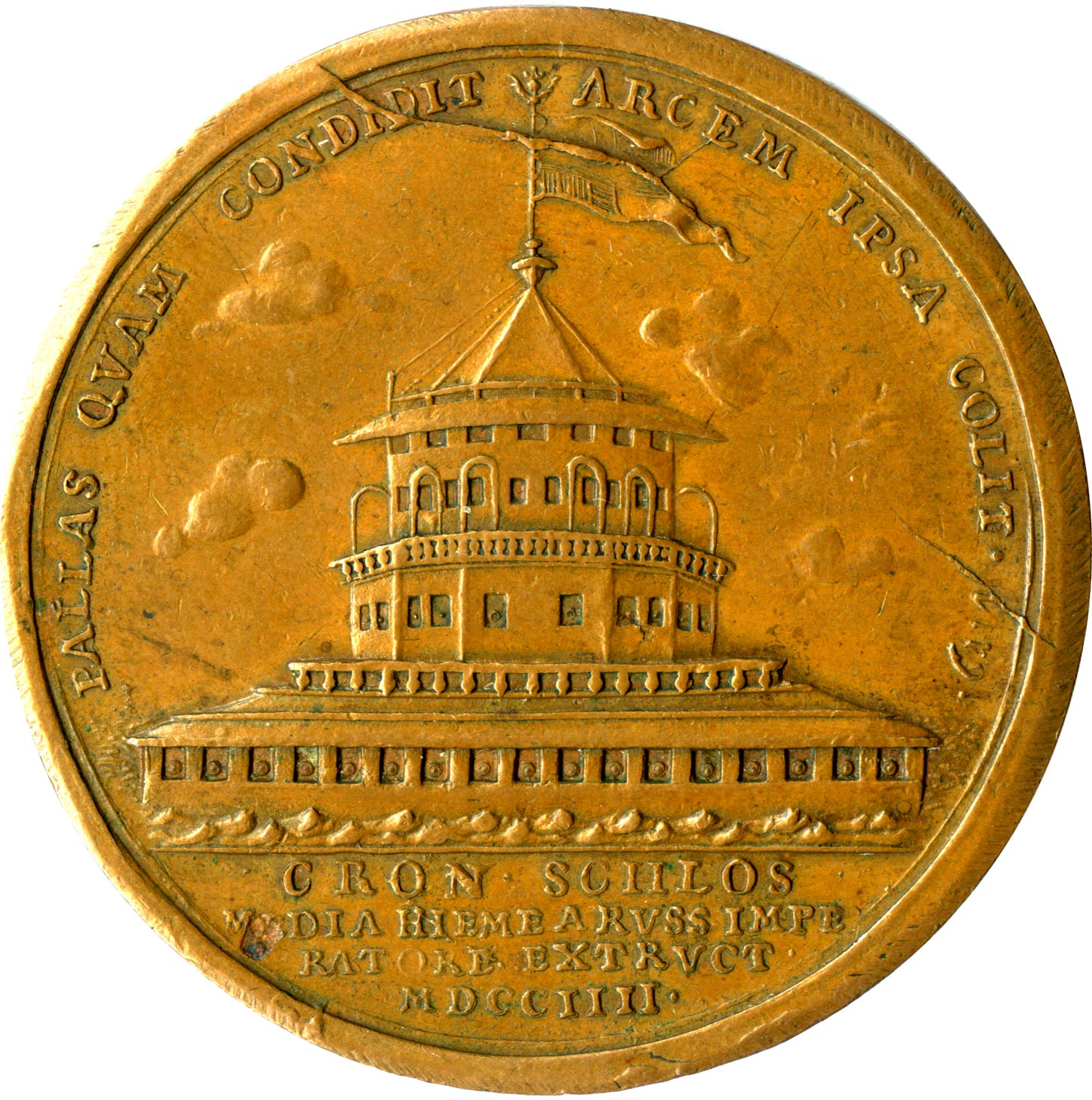
Медаль «На строительство Кроншлота». 1704 год

Строительство началось в январе 1704 года, когда окреп лёд. Ещё осенью 1703 года на берегу напротив места постройки заготовили необходимое количество строевого леса и булыжного камня. Технология строительства была достаточно проста, и, самое главное, эффективна. Небольшие бревенчатые срубы (ряжи), наполненные камнями, опускались на дно отмели. В итоге получилось построить надежный фундамент, выступающий над водой. Именно на нём после сооружения насыпи вырос форт. Все работы выполняли солдаты полков Толбухина, Островского, Трейдена и Гамонтова.
Форт был первоначально назван Кроншлосс — Коронный ключ, потом переименован в Кроншлот — Коронный замо́к.
7 (18) мая 1704 года Кроншлот был освящён новгородским митрополитом Иовом в присутствии Петра с большой свитой. Эта дата считается днём рождения Кронштадта.

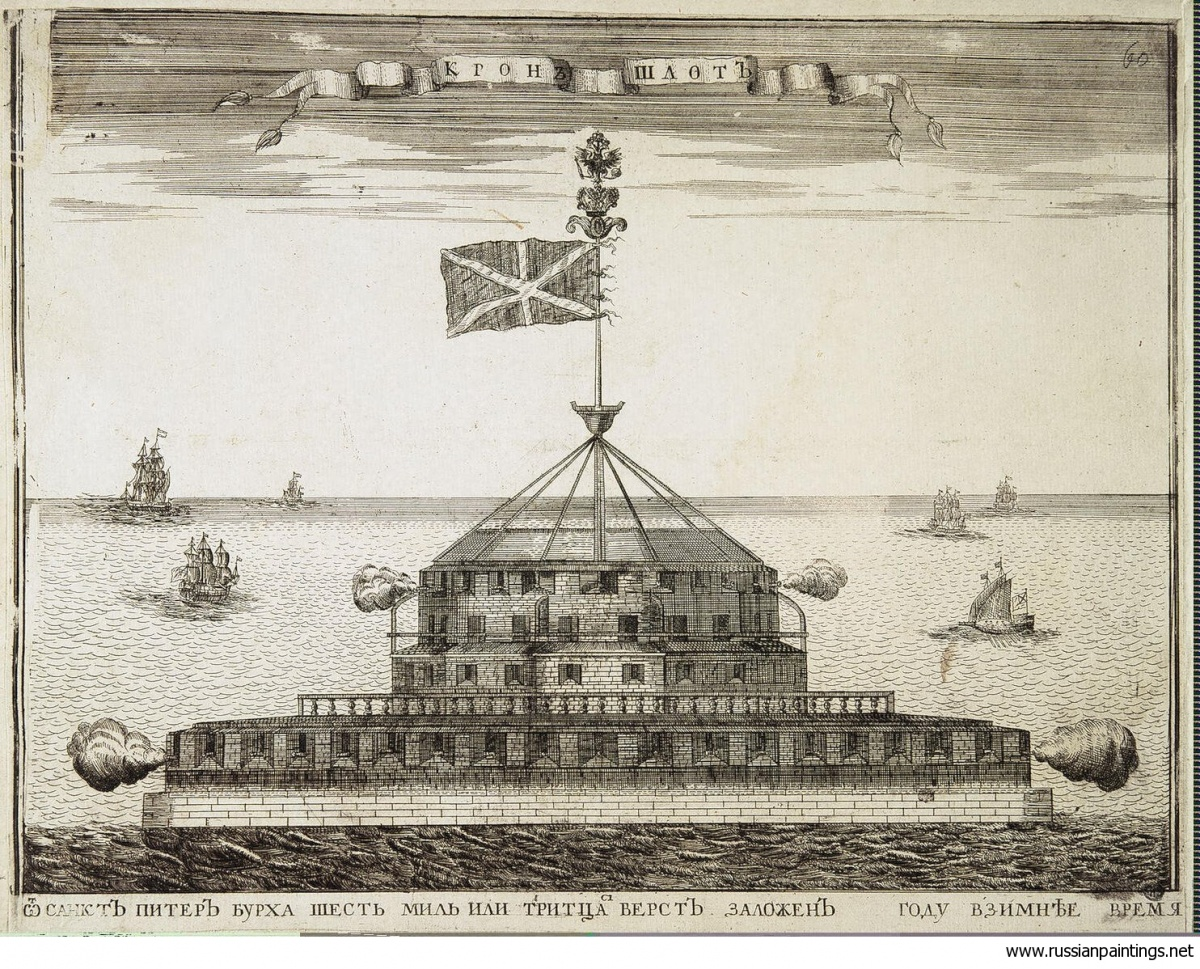
Форт Кроншлот отражает атаку шведов, гравюра начала XVIII века.

Уже в первые годы своего существования Кроншлот дважды успешно выдержал оборону от шведских эскадр. Впервые 12 (23) июня 1704 года у крепости появилась эскадра вице-адмирала Депру, состоящая из линейного корабля, пяти фрегатов и восьми небольших судов. Эскадра должна была взаимодействовать с восьмитысячным корпусом генерала Мейделя, шедшим на Петербург по суше.
Обстрел продолжался двое суток: «но ни единая бомба в Кроншлот не попала, понеже та крепость малая, а шведские бомбардирские корабли стояли в дальнем разстоянии, и невозможно никаким образом бомбам с корабля в него трафить».
Шведы высадили десант на остров Котлин, но поражение Мейделя заставило их уйти.
В 1705 году шведы предприняли новую попытку прорваться к Петербургу. Эскадра адмирала Анкерштерна, состоящая из 22 кораблей, противостояла русским войскам под руководством командующего флотом вице-адмирала Крюйса. На острове были установлены несколько батарей, которые усилили орудиями, снятыми с кораблей. Битва продолжалась с 4 (15) июня по 10 (21) июня 1705 года и снова закончилась для шведов ничем.

### Проекты перестройки
Сражения у крепости показали, что размещение орудий в крепости по кругу делало стрельбу неэффективной. Капитан Лейн произвёл замеры и сделал чертёж новой крепости. В январе 1716 года приступили к её строительству. Материалов не хватало, не хватало и людей. Работные люди не подчинялись Лейну. Потребовалось вмешательство Петра. По его указанию часть людей была переброшена на битьё свай и рубку венцов для крепости. И в мае 1717 года на Кроншлоте были установлены первые пушки. Строительство продолжалось до 1724 года. Столь долгое строительство связано с тем, что требовалось подсыпать остров. В результате в середине форта появилась своя мини-гавань. Также на направлении наиболее вероятного появления противника появилась башня, в 1747 году она была разобрана из-за ветхости. В проектировании этой башни принимал участие знаменитый Доменико Трезини, но его проект каменной башни был отклонён.
Виды Кроншлота 1705 и 1726 годов сохранились на гравюрах Пикара. Оригиналы хранились в собрании гравюр Ровинского. Первые чертежи крепости, сохранившиеся до сегодняшнего дня, датированы третьей перестройкой форта — 1747 годом. В 1749 году Сенат одобрил строительство башни в камне. С 1753 по 1756 год велись работы по устройству нового каменного фундамента башни. Но проект скоро пересмотрели в связи с тем, что требовалось переделывать фундамент, на что не хватало ресурсов.
В конце XVIII века одновременно со строительством гаваней ремонтировали стены форта и возводили облицовку из гранита, а в 1803 году построили пороховой погреб в гавани Кроншлота.

### Наводнение 1824 года. Каменная крепость
В 1824 году во время знаменитого наводнения были полностью разрушены 4 батареи, а остальные нуждались в восстановлении.
Новый проект реконструкции Кроншлота был составлен великим князем Константином и был доложен императору Николаю I в мае 1848 года. По этому проекту предполагалось возвести три батареи. В результате рассмотрения проекта было решено возвести, в первую очередь, западную батарею с казематами. Окончательно разработать проект поручили инженер-полковнику И. А. Заржецкому, которого в 1850 году Николай I назначает строителем этой батареи. 1 августа 1850 года были начаты работы, продолжавшиеся до 1863 года.
В связи с угрозой, исходившей от английского флота во время Крымской войны, между фортами «Александр I» и «Пётр I», а чуть позже — фортами «Кроншлот» и «Пётр I» в 1854 году было установлено первое в мире минное подводное заграждение. Протяжённость минной позиции, оснащённой минами Якоби, составила 555 метров.
В связи с увеличением дальнобойности артиллерии форт потерял своё значение. Батарей, расположенных на Котлине и берегах залива, стало достаточно для прикрытия фарватера. В 1896 году Кроншлот был выведен из состава оборонительных сооружений. После этого он использовался в основном для хранения боеприпасов.
Во время Великой Отечественной войны здесь размещались зенитные орудия и часть, защищавшая Кронштадт от десанта. В гавани же базировалась часть «Малых охотников» МО-4. Из-за изолированности форта не только от Ленинграда, но и от Кронштадта его прозвали «Остров погибших женихов». В послевоенные годы в форте разместили лабораторию по размагничиванию кораблей.

### Современность

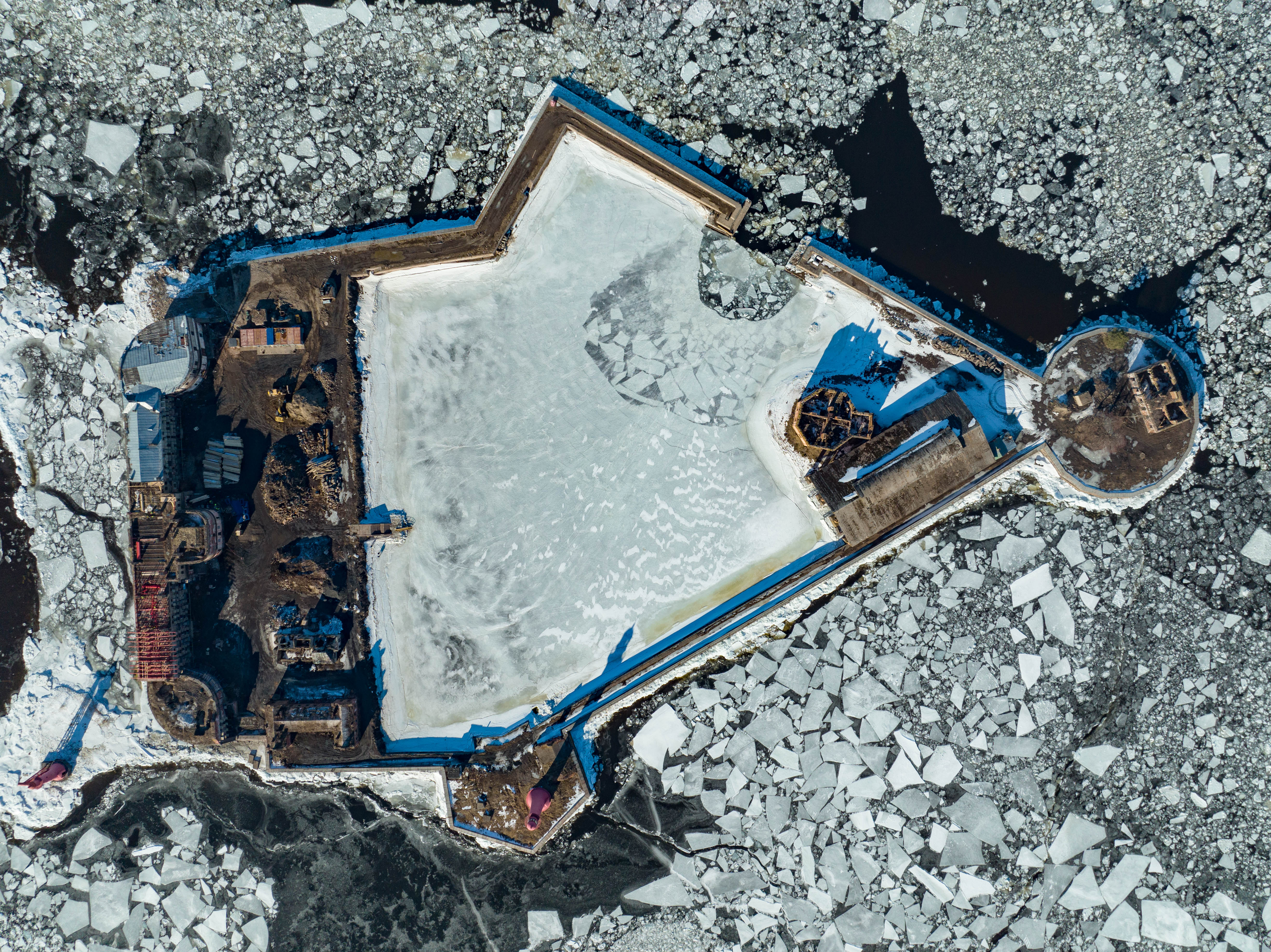
Вид на форт во льдах сверху, 2022 год

В 2020 годах Кроншлот вместе с другими оборонительными сооружениями Кронштадта вошёл в проект «Остров фортов». В сентябре 2023 года была введена в строй первая очередь архитектурной подсветки форта.